# Trouble – Norwegian Live EP
Trouble – Norwegian Live EP — мини-альбом британской  альтернативной рок-группы Coldplay, издан летом 2001 года.

## Об альбоме
В Trouble – Norwegian Live EP вошло пять треков, записанных на концерте в Rockefeller Music Hall в Осло, Норвегия.

## Список композиций
1. «Trouble» (Live at Rockefeller Music Hall) — 4:35
2. «Shiver» (Live at Rockefeller Music Hall) — 5:43
3. «Sparks» (Live at Rockefeller Music Hall) — 3:53
4. «Yellow» (Live at Rockefeller Music Hall) — 5:01
5. «Everything’s Not Lost» (Live at Rockefeller Music Hall) — 6:07